# Championnat de Singapour de football 2002
Navigation
Saison 2001 Saison 2003
La saison 2002 du Championnat de Singapour de football est la soixante-dixième édition de la première division à Singapour. Cette saison est la sixième édition de la S-League, le championnat fermé organisé par la fédération singapourienne sous forme d'une poule unique où toutes les équipes rencontrent trois fois leurs adversaires. Il n'y a pas de relégation puisque les clubs inscrits sont des franchises, à l'image de ce qui se fait dans les championnats australien ou américain. 
C'est le club de Singapore Armed Forces FC qui remporte le championnat cette saison, après avoir terminé en tête du classement final, avec… vingt points d'avance sur Home United FC et vingt-cinq sur un duo composé du tenant du titre, Geylang United et de Tampines Rovers. C'est le septième titre de champion de Singapour du club.
Du fait de la réforme de la Ligue des champions de l'AFC, dont la campagne 2002-2003 dure jusqu'en octobre 2003, aucun club ne se qualifie pour une compétition continentale la saison prochaine.

## Les clubs participants
| - Home United FC - Tanjong Pagar United FC - Singapore Armed Forces FC - Woodlands Wellington FC - Jurong SC - Sengkang Marine | - Tampines Rovers - Geylang United - Balestier Central - Sembawang Rangers - Gombak United FC - Clementi Khalsa |

## Compétition
Le barème de points servant à établir le classement se décompose ainsi :
- Victoire : 3 points ;
- Match nul : 1 point ;
- Défaite : 0 point.

### Classement
| Rang | Équipe                    | Pts | J  | G  | N  | P  | Bp  | Bc  | Diff |
| ---- | ------------------------- | --- | -- | -- | -- | -- | --- | --- | ---- |
| 1    | Singapore Armed Forces FC | 84  | 33 | 26 | 6  | 1  | 104 | 37  | +67  |
| 2    | Home United FC            | 64  | 33 | 18 | 10 | 5  | 71  | 42  | +29  |
| 3    | Geylang UnitedT           | 59  | 33 | 17 | 8  | 8  | 80  | 39  | +41  |
| 4    | Tampines RoversC          | 59  | 33 | 16 | 11 | 6  | 67  | 39  | +28  |
| 5    | Woodlands Wellington FC   | 58  | 33 | 17 | 7  | 9  | 75  | 44  | +31  |
| 6    | Sembawang Rangers         | 50  | 33 | 15 | 5  | 13 | 59  | 67  | -8   |
| 7    | Jurong SC                 | 45  | 33 | 13 | 6  | 14 | 47  | 48  | -1   |
| 8    | Sengkang Marine           | 39  | 33 | 11 | 6  | 16 | 62  | 84  | -22  |
| 9    | Tanjong Pagar United FC   | 37  | 33 | 11 | 4  | 18 | 49  | 72  | -23  |
| 10   | Clementi Khalsa           | 25  | 33 | 7  | 4  | 22 | 45  | 84  | -39  |
| 11   | Balestier Central         | 23  | 33 | 6  | 5  | 22 | 50  | 103 | -53  |
| 12   | Gombak United FC          | 12  | 33 | 2  | 6  | 25 | 33  | 83  | -50  |

|  | Champion de Singapour 2002                                 |
|  | T : Tenant du titre C : Vainqueur de la Coupe de Singapour |

## Bilan de la saison
| Championnat de Singapour de football 2002 |                                      |
| Champion                                  | Singapore Armed Forces FC (7e titre) |
| Coupes et trophées                        |                                      |
| Vainqueur de la Coupe de Singapour 2002   | Tampines Rovers                      |
| Promotions et relégations                 |                                      |
| Promus en S-League                        | Aucun                                |
| Relégués en Division II                   | Aucun                                |